# Île de la Jatte
 (décembre 2016).
Si vous disposez d'ouvrages ou d'articles de référence ou si vous connaissez des sites web de qualité traitant du thème abordé ici, merci de compléter l'article en donnant les références utiles à sa vérifiabilité et en les liant à la section « Notes et références ».
L'île de la Jatte, autrefois appelée île de la Grande Jatte, est une île sur la Seine située dans le département des Hauts-de-Seine et partagée entre les communes de Neuilly-sur-Seine et Levallois-Perret, à 2 km de Paris.

## Historique

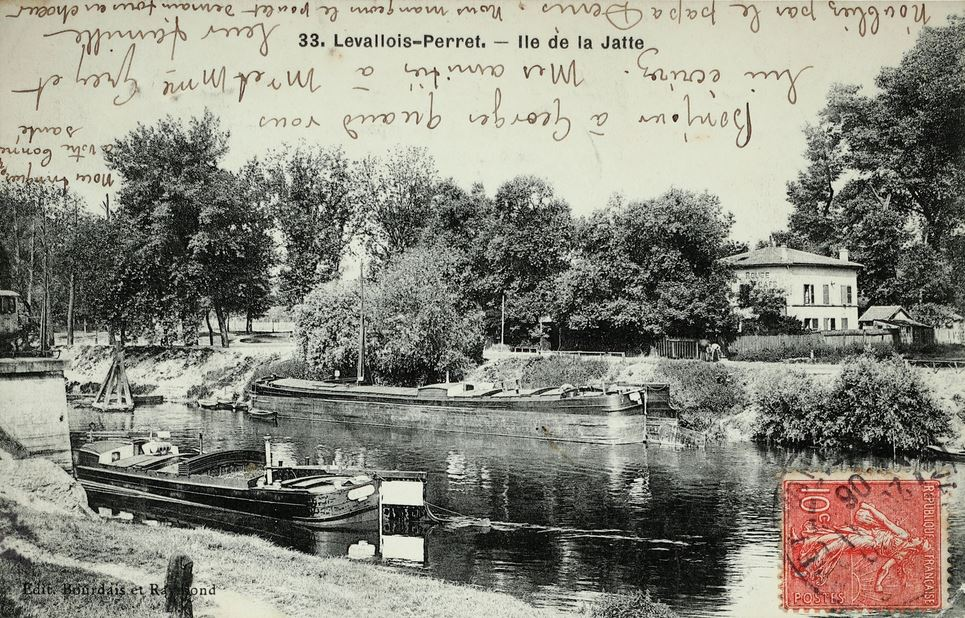
Île de la Jatte vue de Levallois.

Rendue célèbre par les peintres impressionnistes du XIXe siècle, en particulier Seurat, Monet, van Gogh et Sisley, l'île a connu plusieurs périodes : d’abord populaire avec ses guinguettes, puis ancien site industriel automobile et aéronautique, l'île est devenue un quartier résidentiel d'immeubles de standing et de quelques maisons ou hôtels particuliers, et un lieu apprécié des joggeurs et promeneurs.
Par sa situation sur la Seine, l'île de la Jatte est un cadre de vie agréable pour ses 4 000 habitants actuels, tout en étant proche de Paris et du quartier d'affaires de la Défense. C’est également un lieu choisi par plusieurs célébrités pour y habiter.

## Toponymie
Selon le Littré, le mot « Jatte » vient du latin gabata désignant une « coupe de forme ronde, sans rebord » et son contenu (exemple : une jatte de lait).
Une jatte est également un terme employé par les mineurs pour désigner un bateau. Même si l’étymologie du nom est incertaine, « cette dernière version est sans doute la bonne, l’île ayant effectivement la forme d’une barque ».

## Géographie

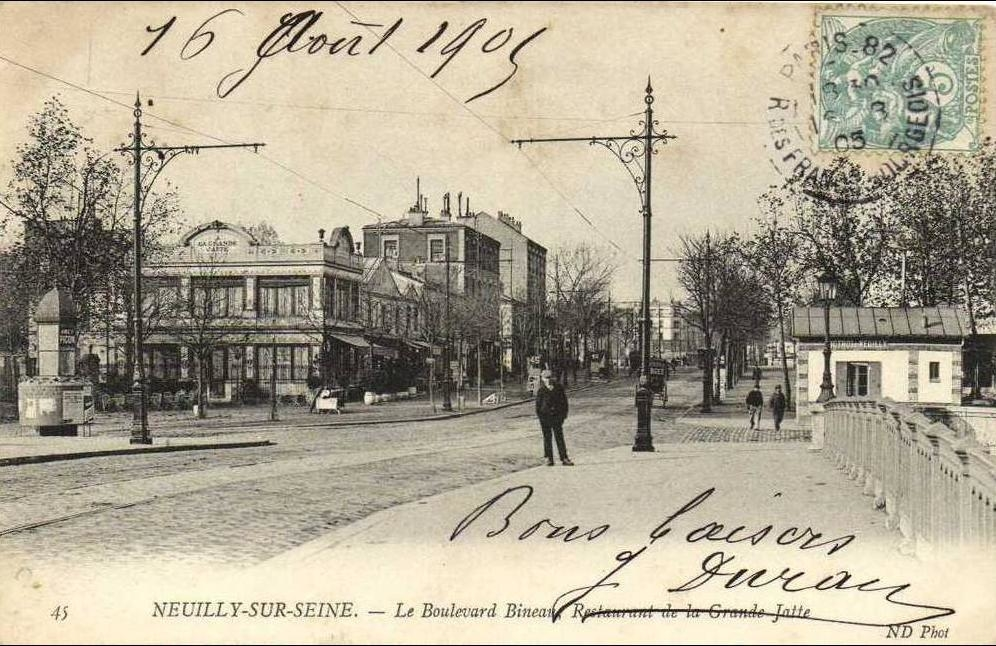
Neuilly : pont et boulevard Bineau (1905)

À cheval, en amont, sur la commune de Neuilly-sur-Seine, et en aval, sur la commune de Levallois-Perret, l’île de la Jatte est une des principales îles de la Seine. Sa majeure partie dépend de la commune de Neuilly-sur-Seine.
Elle s'étend sur 10,23 ha. Sa longueur est de près de 2 km et sa largeur maximale de 200 m. Le tour de l’île fait à peine 5 km.
L’île de la Jatte est traversée par un pont routier, le pont de Levallois, à sa pointe nord-est. Dans sa partie centrale, la route D 908 (boulevard Bineau) traverse l’île et entre et sort de l’île par deux ponts routiers, le pont du Maréchal-Juin entre l’île et le reste de Neuilly, menant vers la partie continentale du boulevard Bineau, et le pont de Courbevoie entre l’île et Courbevoie. Deux passerelles piétonnes la relient également aux parties non insulaires de Neuilly-sur-Seine et de Levallois-Perret.

## Histoire

### Île de Louis-Philippe
En 1818, le futur Louis-Philippe fait l’acquisition du château de Neuilly. Il entreprend son réaménagement pour y loger sa nombreuse famille (dix enfants). Il achète des terrains et aménage le parc qui s’étend jusqu’à la Seine, englobant l’île de la Grande Jatte reliée à la propriété par un pont de bateaux. « À la pointe sud de l’île, il fait placer le Temple de l’amour, que son père, le duc de Chartres, bientôt Philippe Égalité, avait érigé en 1774 dans le parc Monceau à Paris ».
La passerelle qui relie l'île de la Jatte à Neuilly était autrefois un pont mobile que l'on démontait chaque année avant les crues de la Seine. En 1828, les frères Seguin construisent un pont suspendu en fil de fer qui a laissé place de nos jours à une passerelle piétonne.

### Île en partie propriété privée

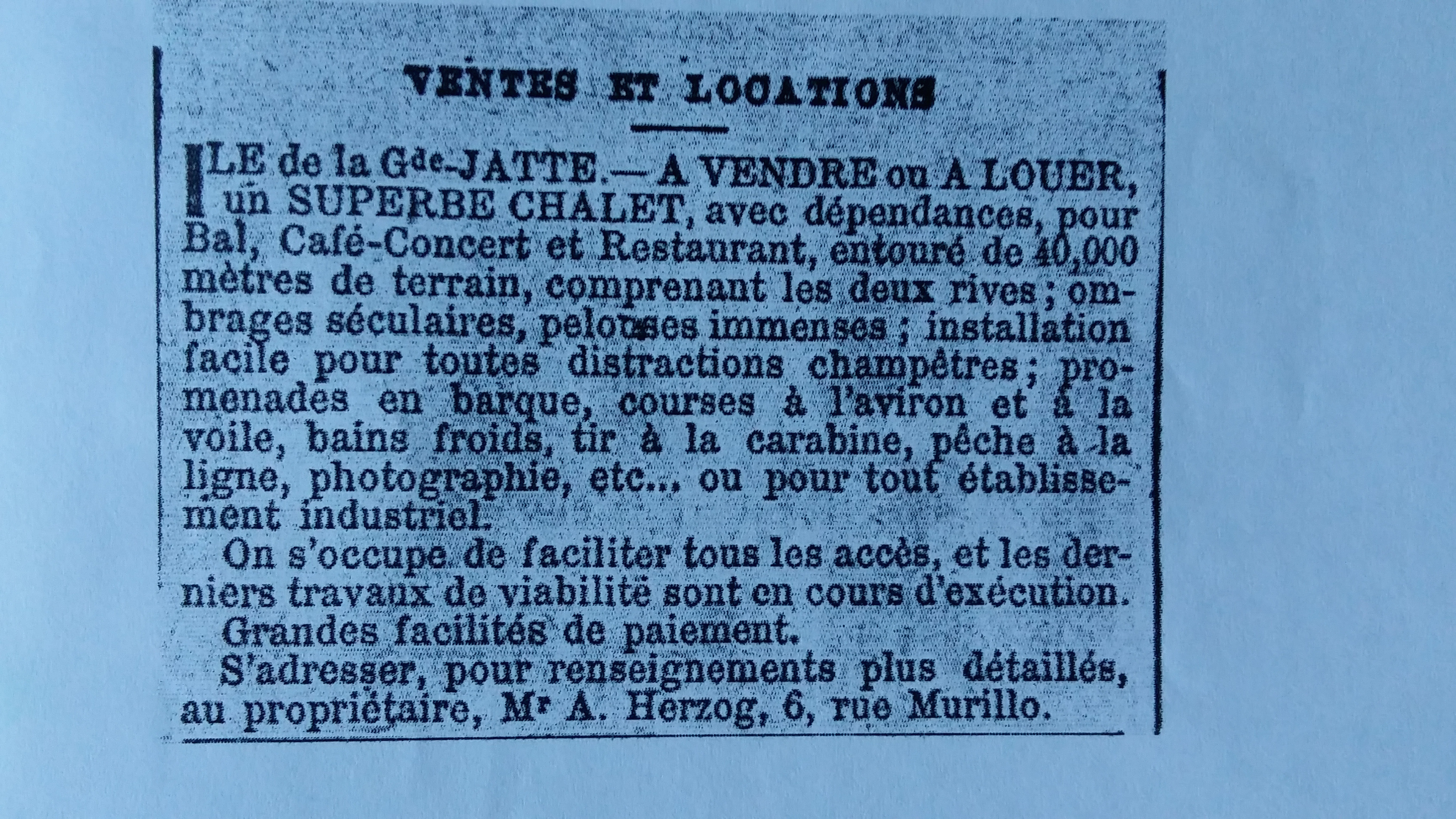
Location île de la Jatte, annonce d'Antoine Herzog passée dans Le Figaro du 28 mars 1882 (no 87).

En 1877, un industriel alsacien, Antoine Herzog, fit l'acquisition de divers terrains achetés notamment à la famille d'Orléans, et devint propriétaire de la quasi-totalité de la partie droite de l'île, à partir du pont Bineau en venant de Paris. Désireux de faire prendre l’air à ses petits-enfants, issus du mariage de sa fille unique Marie avec le magistrat Émile Fauconneau Dufresne, qui résidaient comme lui à l'époque en bordure du parc Monceau, il fit construire un manège couvert, avec écuries et sellerie, sans oublier une ménagerie et un petit port, le tout situé dans un parc de plusieurs hectares. Le manège abrita plus tard le peintre Benjamin-Constant à qui A. Herzog loua sa propriété, puis la Société française d’électrographie, et enfin les décors de l’Opéra ; c'est l'actuel café de la Jatte. Antoine Herzog était aussi propriétaire de deux autres maisons et la pointe de l'île du côté de Levallois-Perret restée préservée est un vestige du parc qui entourait ses propriétés.
À la fin du XIXe siècle, l’île de la Grande-Jatte devient un lieu de fête réputé avec ses nombreuses guinguettes. C'est aussi à cette époque que de nombreux ateliers, aujourd'hui disparus, s’installent sur l'île. L'île de la Jatte devint à cette époque le repère de quelques bandits et aussi de filles de petite vertu.

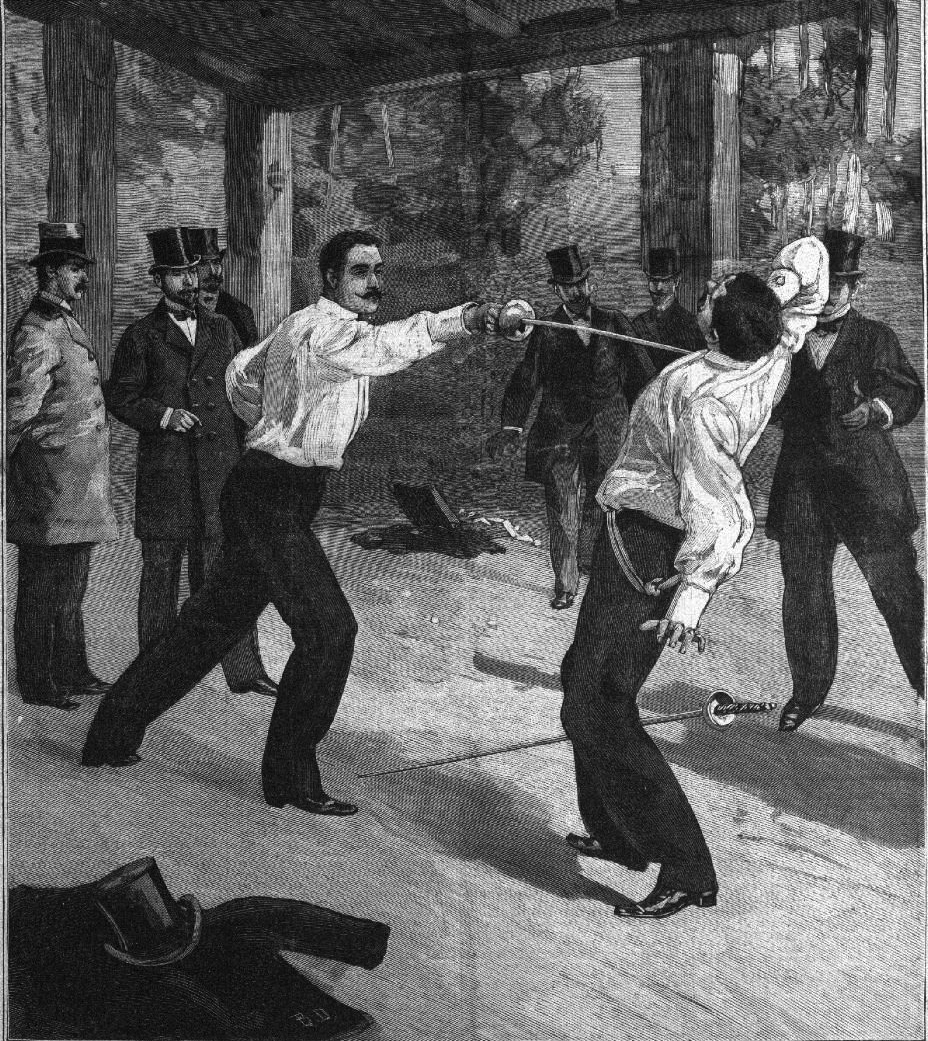
Duel du marquis de Morès contre le capitaine Mayer, première page du Petit Parisien Illustré (3 juillet 1892).

Une série d'articles dans le journal antisémite La Libre Parole soutient qu’il faut « exclure tous les Juifs de l’armée française ». Se considérant insulté et désireux de sauver l’honneur des « trois cents officiers français de l’armée active qui appartiennent au culte israélite », l’un d’eux, André Crémieu-Foa, provoqua le journaliste et fondateur de La Libre Parole Édouard Drumont en duel. Mais il lui fut interdit de se battre par les autorités militaires. Un autre officier juif, le capitaine Armand Mayer, prit alors sa place face au marquis de Morès, qui le tua à l'île de la Jatte (alors île de la Grande Jatte) le 23 juin 1892,. La mort du capitaine Armand Mayer suscita une vive émotion dans toute la France. L'avocat Edgar Demange, qui défendra plus tard le capitaine Dreyfus, obtint son acquittement. Théodore Herzl s'inspira de ce fait divers pour écrire sa pièce de théâtre Le Nouveau Ghetto.
En 1900, l'isba figurant sur l'île est détruite à l’occasion de l’Exposition Universelle de 1900. Le départ du Tour de France y est donné en 1909. 
Le 21 mars 1915, durant la Première Guerre mondiale, une bombe lancée d'un ballon dirigeable allemand Zeppelin explose entre l'île de la Jatte et la rue Chauveau de Neuilly,.

### Île des impressionnistes

Un dimanche après-midi à l'Île de la Grande Jatte, tableau de Georges Seurat.

Mais ce sont surtout les peintres impressionnistes qui apportent à l'île sa célébrité, en particulier avec le tableau de Georges Seurat, Un dimanche après-midi à l'Île de la Grande Jatte, exposé pour la première fois en mai 1886 (tableau acquis par l’Art Institute of Chicago en 1924).
« De nombreux artistes célèbres ont déposé leur chevalet dans l’île » : Claude Monet, Vincent van Gogh, Alfred Sisley, Charles Angrand, Albert Gleizes, Pierre Bonnard et bien d’autres, ce qui en fait « l’île des impressionnistes la plus proche de Paris ».
En juin 2009, un « parcours des impressionnistes » conçu par l'Association « Jatte Livres & Culture » long de 4 km y est inauguré,.

### Île industrielle
L'île fut également le berceau de l'industrie ; c'est là que le Levalloisien Adolphe Clément inventa le premier avion à moteur à combustion interne de l'aviation française. On y trouvait aussi de nombreux sous-traitants automobiles, spécialisés principalement dans la course. Des bateaux et des voitures de luxe furent aussi construits sur l'île. 
Vers 1960, l’activité industrielle n'est plus l'unique rôle de l'île puisque des imprimeries et les premières habitations y voient le jour.

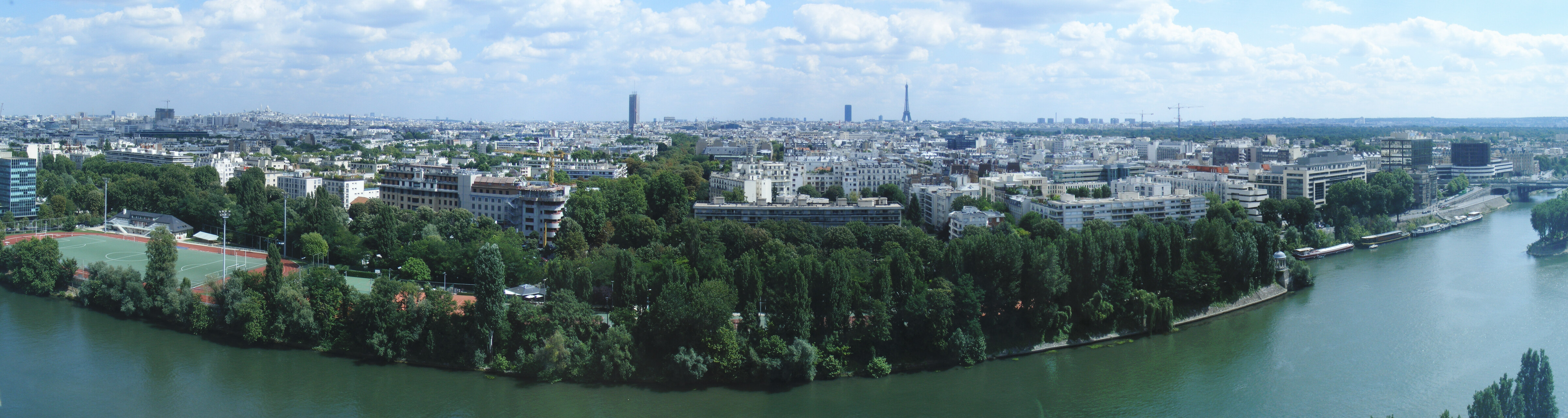
Panorama depuis Courbevoie (rive droite).

### Transformation du quartier
Dans les années 1980 et 1990, les maires de Neuilly-sur-Seine (Nicolas Sarkozy à l'époque) et Levallois-Perret (Patrick Balkany) lancent un grand projet d'aménagement immobilier de l'île, ainsi qu'une mise en valeur des berges de Seine et des espaces verts. En vis-à-vis de l'île, dans sa partie amont, le port de Courbevoie a ainsi été transformé en promenade et en jardin en 2013.
Plusieurs sièges sociaux de grandes entreprises dans les cosmétiques, la pharmacie ou la publicité s’installent sur l’île, principalement sur sa moitié amont. L’immeuble New Time (sur l'ancien siège social en France des laboratoires Roche) héberge les sièges d’Orangina-Suntory et des Laboratoires Uriage. Illy caffé, Lilly France et les Laboratoires Payot y sont aussi installés. En 2018, l'île accueille huit agences de publicité du groupe américain McCann (en). 
Certains restaurants de l’île comme Le Café de la Jatte, Le Petit Poucet, Le Nouveau Paris, La Guinguette de Neuilly ou les Pieds dans l’eau deviennent des tables réputées de l'Ouest parisien.
S'y trouvent également des commerces, écoles, garderie, un hôtel ou l'établissement social de la fondation Paul-Parquet, un centre d'hygiène infantile fondé en 1922 par Jenny Parquet, veuve du parfumeur Paul Parquet de la maison Houbigant. Le stade et centre sportif Monclar se situe au sud de l'île, face au centre hospitalier des Rives de Seine.
L'île bénéficie d'un accès direct avec les lignes de bus 93, 163, 164 voire 82.

### Zone résidentielle prisée
Ancienne campagne isolée, l’île de la Jatte offre de nos jours un mode de vie que l’on peut associer à celui de certaines banlieues aisées anglaises, allemandes ou américaines. Les habitants s’y installent pour trouver des logements modernes et calmes, aux portes de Paris.
La population de l’île de la Jatte est plus jeune que dans le reste de Neuilly-sur-Seine, mais tout aussi aisée : c’est l’une des zones résidentielles les plus chères de la région parisienne.

## Culture et patrimoine

### Monuments et lieux touristiques

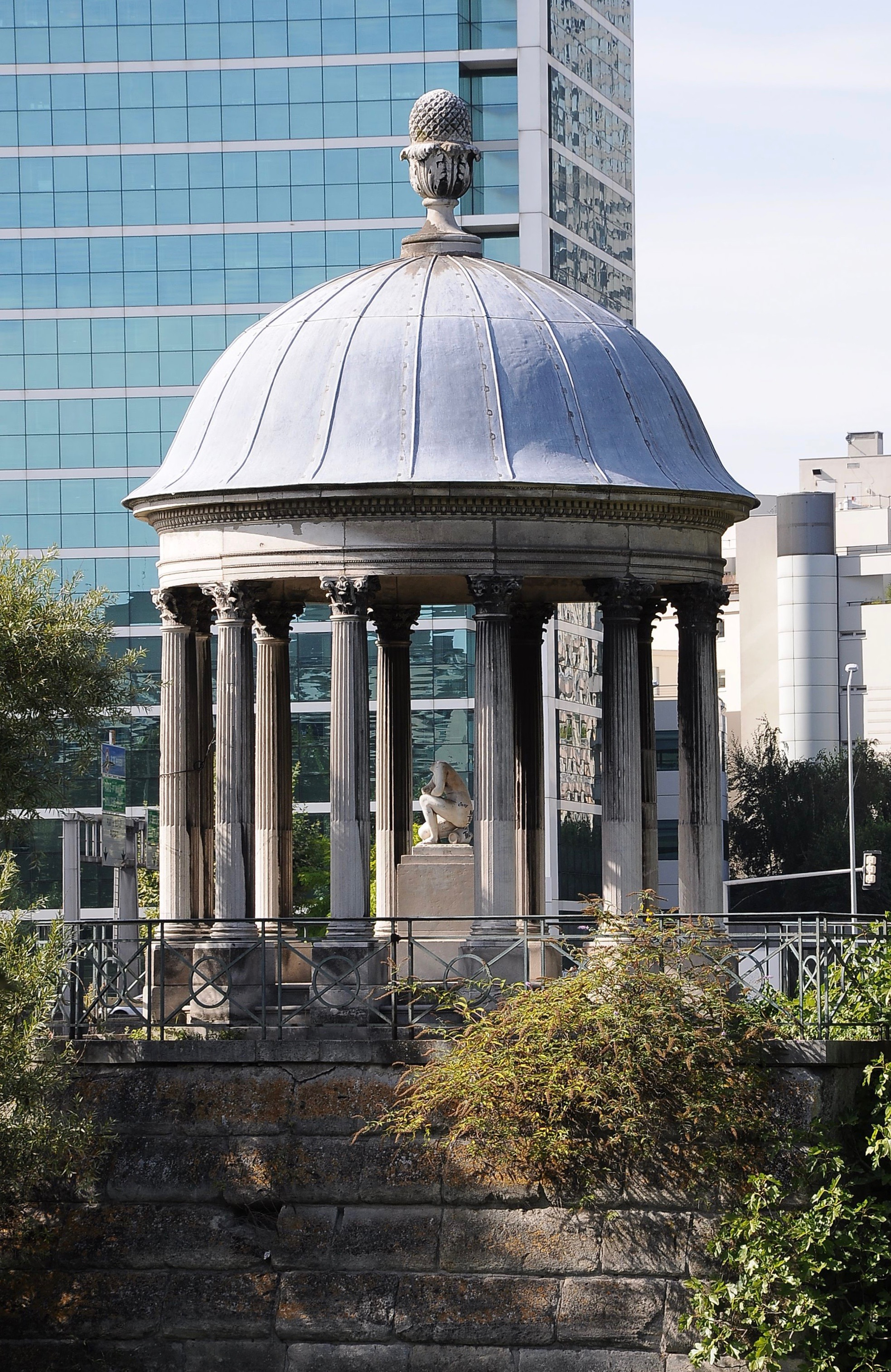
Temple de l’Amour.

- Temple de l’Amour (jardin du Temple de l’Amour).
- Parcours des impressionnistes[17] : promenade de 4 km sur l’Île de la Jatte, permettant la visualisation de 10 œuvres impressionnistes (Seurat, Monet, Sisley, van Gogh…) installées sur le site même de leur création[11].
- Maison de la Pêche et de la Nature (à côté du parc de l’Île de la Jatte)[18].
- Le rucher de Levallois (22 ruches).
- Le parc de l’île est également labellisé « Refuge Jardin d’Oiseaux » ; de nombreuses espèces peuvent y être observées. La proximité des berges de la Seine permet également de profiter d’une faune et d’une flore aquatique très riche.

### Parcs et squares
Les espaces verts publics (squares, parcs ou jardins) représentent une surface de plus de 8 000 m2.
- Le parc de l’Île de la Jatte (pointe aval de l'île) avec une très belle allée d’érables, des pins noirs, des peupliers blancs, des tilleuls, des bouleaux, ainsi qu’un jardin pédagogique (plantes aromatiques et médicinales).
- Le jardin du Temple de l’Amour (pointe amont de l'île, accessible par la passerelle située 27 boulevard du Général-Leclerc à Neuilly-sur-Seine).
- Square Alfred-Sisley (47 boulevard Vital-Bouhot).
- Square Jacques-Prévert (58 boulevard Georges-Seurat).
- Square François d'Humières (17 boulevard du Parc).
- Tennis du Parc (53 boulevard du Parc).

### Associations

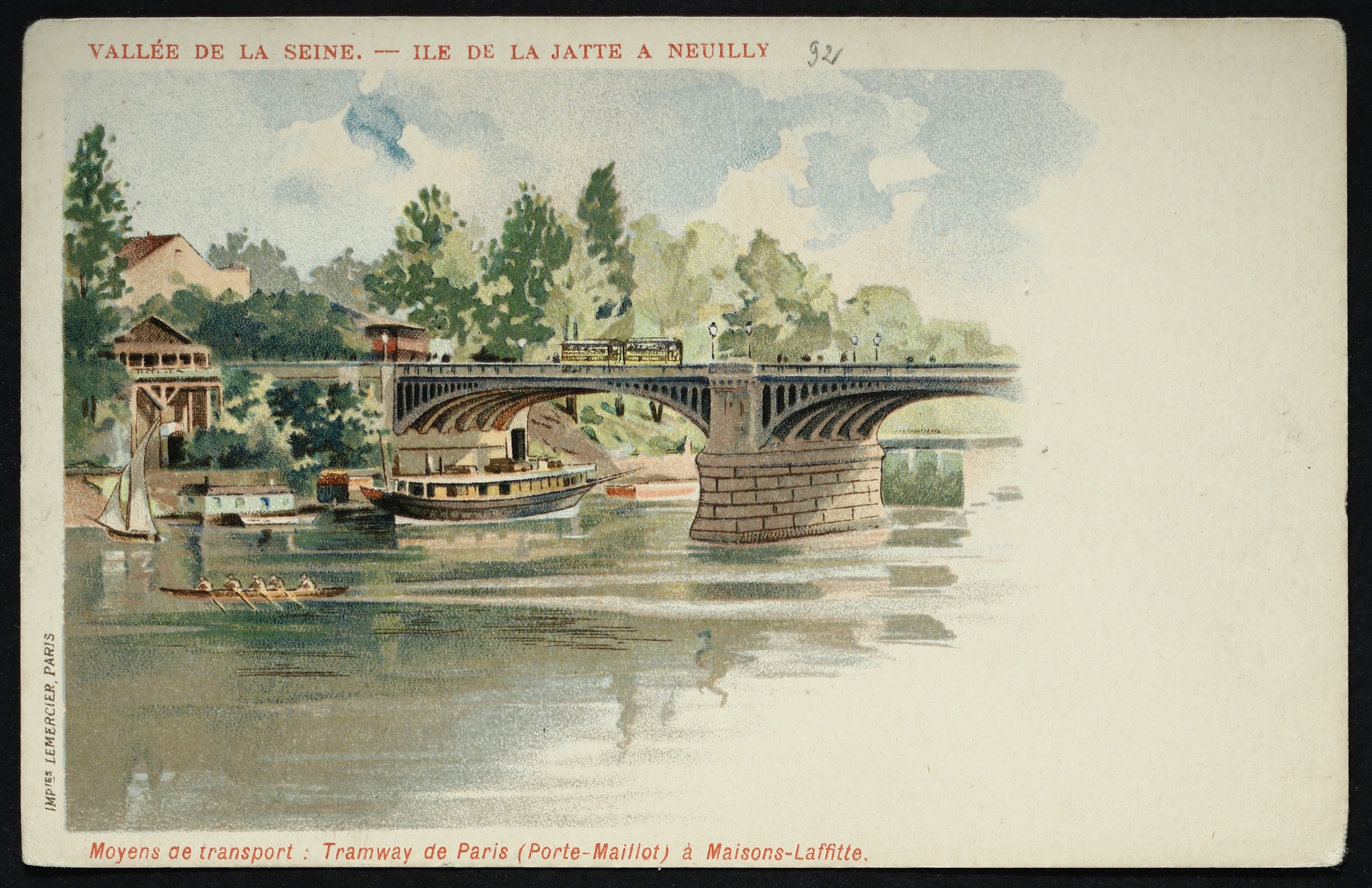
Carte postale représentant l'île de la Jatte dans la vallée de la Seine et le passage du tramway reliant la porte Maillot à Maisons-Laffitte (v. 1900).

L’ADRIJ, l'Association des résidents de l’île de la Jatte, a pour missions l’amélioration du cadre de vie et le renforcement du lien social dans l’île. À cette fin, elle organise de façon régulière des activités et des évènements qui favorisent les échanges entre ses membres. Une animation anuelle, Un dimanche à la Grande Jatte, est inspirée du tableau de Georges Seurat.
Jatte Livres & Culture, association ayant publié en 2006 un livre d’art et d’histoire intitulé La Grande Jatte, Belle Isle en Seine, est à la base de la création du « Parcours impressionniste de l'île de la Jatte » en juin 2009. Elle œuvre désormais[Quand ?] dans le cadre de l'association « Eau et lumière » qui se fixe pour objectifs de classer l'impressionnisme au Patrimoine mondial de l'UNESCO. Jatte Livres & Culture fait partie intégrante du Réseau Les Routes des Impressionnismes en Europe qui a été certifié en mai 2018 en tant qu'Itinéraire culturel du Conseil de l'Europe.

### Tableaux célèbres
De nombreux tableaux ont été peints sur le thème de l'Île :
- Émile Bernard
  - Le Pont de fer d’Asnières, huile sur toile, 1887, 45,9 × 54,2 cm, Museum of Modern Art (New York)

- Albert Gleizes

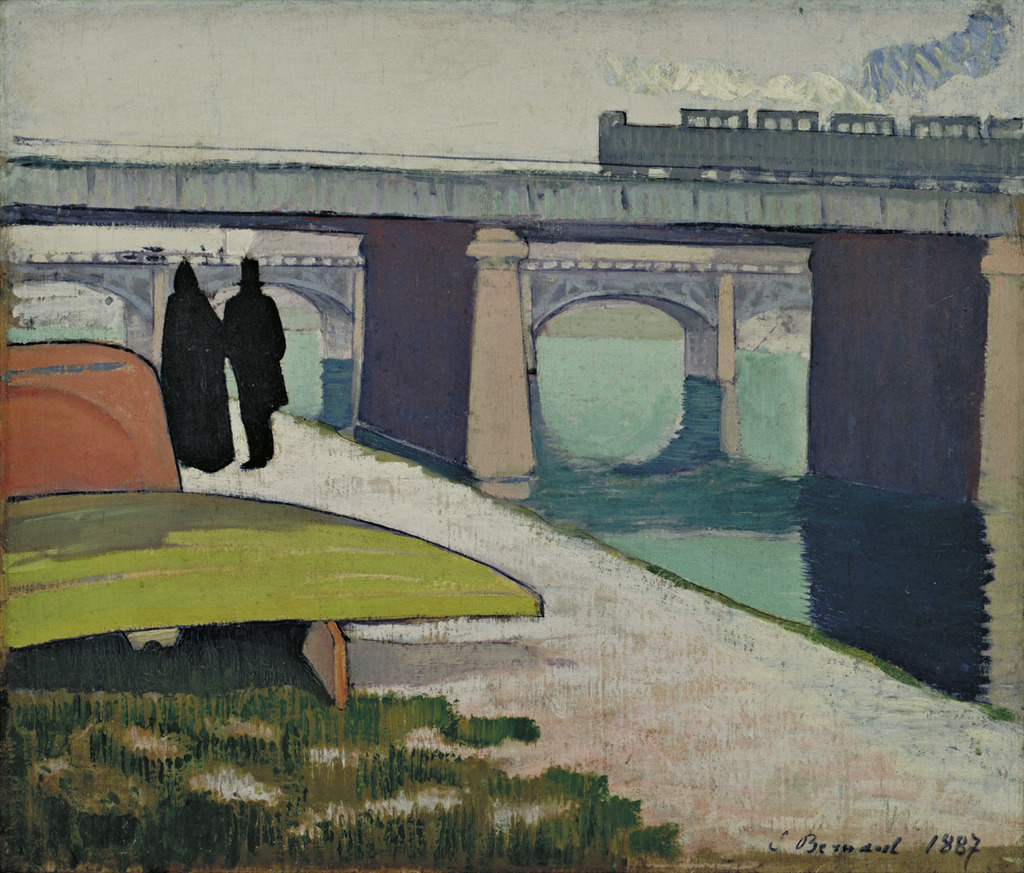
Pont de Fer à Asnières, Emile Bernard (1887).

  - L’Île de la Grande Jatte ou Bord de parc avec rivière animée de canots, pastel pierre noire et encre sur papier bistre, 1907-1909, 25 × 41,5 cm, collection privée
  - L’Île de la Grande Jatte, fusain et gouache sur papier rose, 1908, 25 × 41,5 cm, musée national d'art moderne (Paris)
  - La Seine près de Courbevoie, huile sur toile, 1908, 54 × 65 cm, musée Roybet Fould (Courbevoie)
- Claude Monet
  - L’île de la Grande Jatte, huile sur toile, 1874, 50 × 70 cm, collection privée
  - À travers les arbres, île de la Grande Jatte, huile sur toile, 1878, 54 × 65 cm, collection privée
  - Les rives de la Seine, île de la Grande Jatte, huile sur toile, 1878, 52 × 63 cm, musée Marmottan (Paris)
  - Printemps à l'Île de la Grande Jatte, huile sur toile, 1878, 50 × 61 cm, Nasjonalgalleriet (Oslo)
- Alexandre Nozal
  - L’Embâcle de la Seine entre Asnières et Courbevoie, pastel et crayon noir sur toile, 1891, 51 × 90 cm, Petit Palais (Paris)

- Georges Seurat

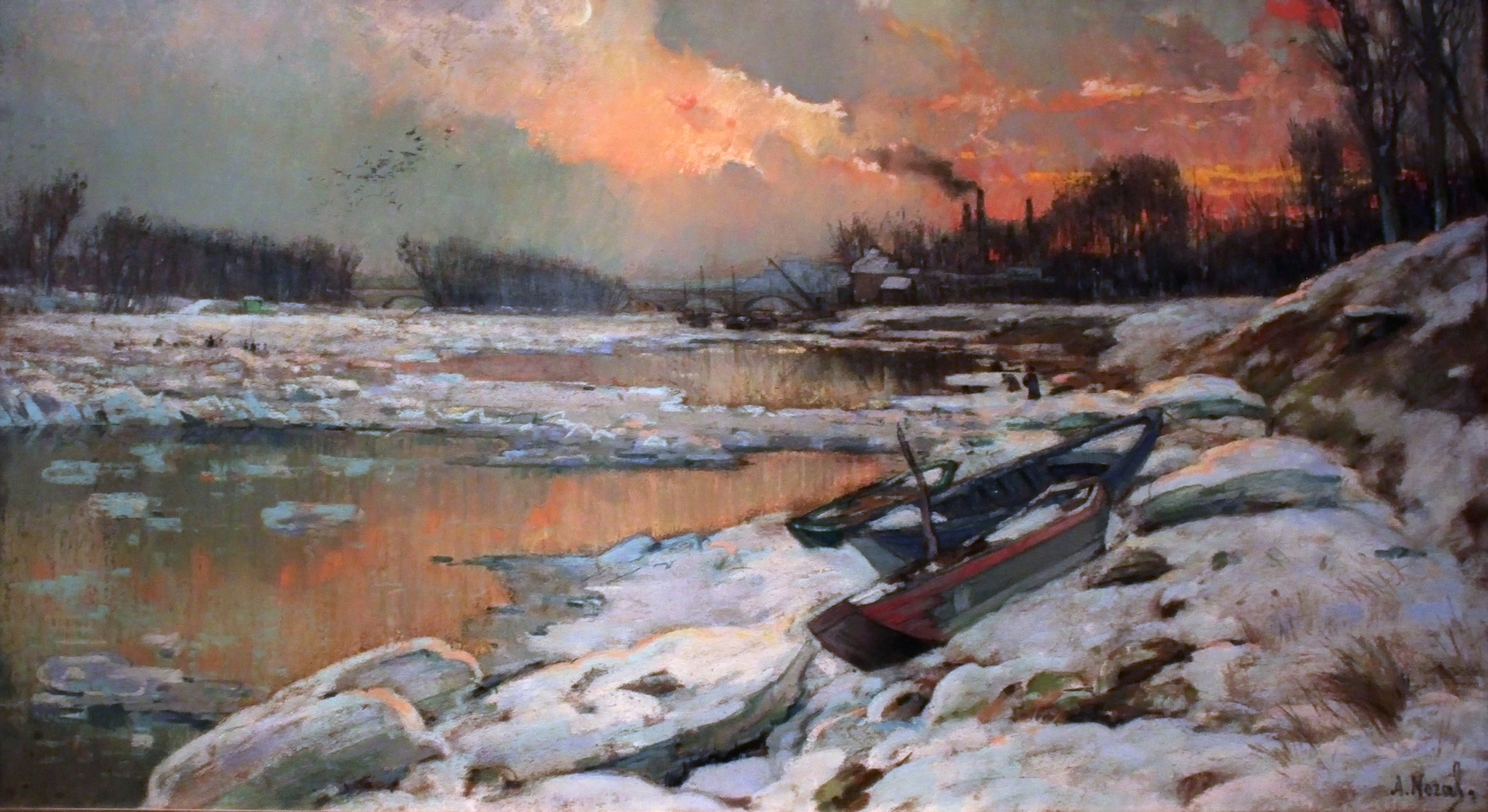
L'Embâcle de la Seine entre Asnières et Courbevoie, Alexandre Nozal (1891).

  - Baignade à Asnières, huile sur toile, 1884, 201 × 300 cm, National Gallery (Londres)
  - La Seine à Courbevoie ou Paysage à la tourelle, huile sur toile, 1884, 15,5 × 24,5 cm, musée van Gogh (Amsterdam)
  - Un dimanche après-midi à l'Île de la Grande Jatte, huile sur toile, 1884-1886, 207,5 × 308,1 cm, Art Institute of Chicago (Chicago)
  - Temps gris, Grande-Jatte, huile sur toile, 1886, 70,5 × 86,4 cm, Metropolitan Museum of Art (New York)
  - Le Pont de Courbevoie, huile sur toile, 1886-1887, 46,4 × 55,3 cm, Institut Courtauld (Londres)
  - La Seine à la Grande Jatte, huile sur toile, 1888, 65 × 81 cm, musées royaux des beaux-arts de Belgique (Bruxelles)
- Alfred Sisley
  - L’Île de la Grande Jatte, huile sur toile, 1873, 50 × 65 cm, musée d'Orsay (Paris)
- Vincent van Gogh
  - La Seine et le pont de la Grande Jatte, huile sur toile, 1887, 32 × 40,5 cm, musée van Gogh (Amsterdam)

- Pierre Bonnard

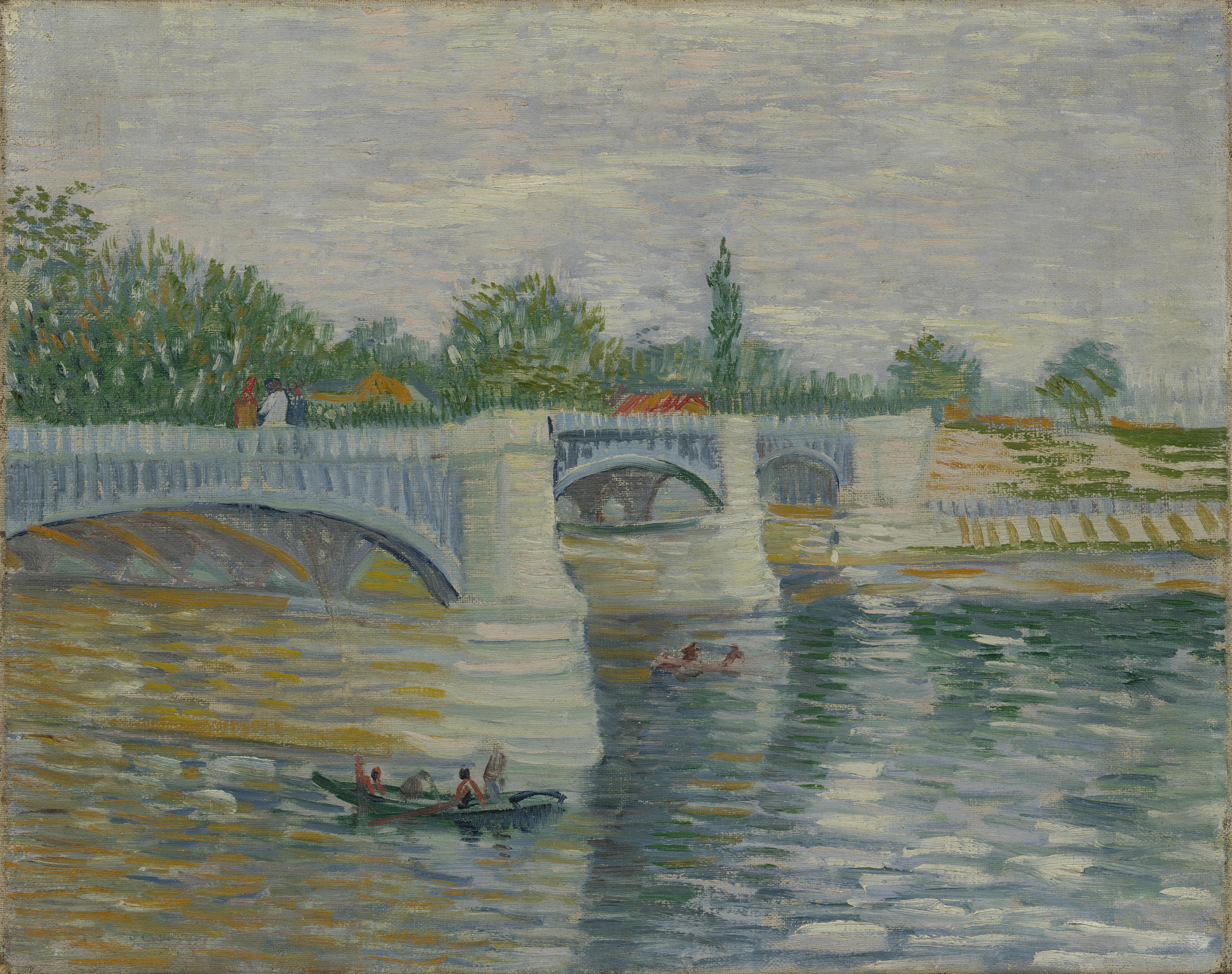
La Seine et le pont de la Grande Jatte de Vincent van Gogh, 1887.

  - Les Travailleurs à la Grande Jatte, Huile sur Toile, 130 x 160 cm. Tokyo National Museum of western Art.

## Personnalités ayant vécu sur l’île de la Jatte
L'île est connue pour être ou avoir été le lieu de résidence de personnes célèbres, on peut citer notamment :
- Christian Clavier, comédien[22].
- Jean Reno, comédien[22].
- Yves Rénier, comédien[22].
- Patricia Kaas, chanteuse[22].
- Nicolas Sarkozy, homme politique (23e président de la République).
- Daniel Angeli, photographe[22].
- Marco Verratti, footballeur international italien qui évolue au poste de milieu de terrain au Paris Saint-Germain.
- Richard Branson, PDG de Virgin et aventurier y possède un pied-à-terre.
- Alessandra Sublet, animatrice de radio et de télévision française.
- Émilia Dérou-Bernal, comédienne[22].
- Ilona Mitrecey, chanteuse.
- Vincent Perrot, animateur radio.